# Сальвадор, Хосефина
Хосефина Сальвадор Сегарра (исп. Josefina Salvador Segarra; 20 февраля 1920, Кастельон-де-ла-Плана — 20 мая 2006, Валенсия) — испанская скрипачка.
Дочь скрипача Хосе Сальвадора Феррера и художницы Матильды Сегарра Хиль, сестра композитора Матильды Сальвадор.
Начала учиться музыке в родном городе у своего отца и Абеля Муса. Окончила Парижскую консерваторию, ученица Джордже Энеску и Рене Бенедетти.
Концертировала как солистка с 1940-х гг. В 1944 г. исполнила премьеру посвящённой ей пьесы Хоакина Родриго «Руманиана», в 1951 г. — премьеру посвящённого ей Адажио Сальвадора Бакариссе. Хосефине Сальвадор посвящён также Мадригал для скрипки и фортепиано (1959) Эрнесто Альфтера.
Записала Шесть сонат для скрипки и фортепиано Хосе Эррандо (с пианисткой Анриеттой Пуиг-Роже).
Преподавала в Консерватории Аликанте со дня её основания в 1959 г., в 1985—1986 гг. её ректор.